# Epilohmannia dolosa
Epilohmannia dolosa är en kvalsterart som beskrevs av Pérez-Íñigo och Baggio 1985. Epilohmannia dolosa ingår i släktet Epilohmannia och familjen Epilohmanniidae. Inga underarter finns listade i Catalogue of Life.